# جون هاريس (ضابط)
جون هاريس (بالإنجليزية: John Harris)‏ هو ضابط أمريكي، (ولد في اسكتلندا في المملكة المتحدة 1839  م).